# Nepenthes flava
Nepenthes flava Wistuba, Nerz & A.Fleischm., 2007 è una pianta carnivora della famiglia Nepenthaceae, endemica di Sumatra, dove cresce a 1800–2200 m.